# 博杯瓢蜡蝉属
博杯瓢蜡蝉属（学名：Bocra）是杯瓢蜡蝉科下的一个属。

## 下属物种
本属包括以下物种：
- Bocra ephedrina Emeljanov, 1999
- 弯月博杯瓢蜡蝉 Bocra siculiformis Che, Zhang et Wang